# Iglesia de la Encarnación (Marbella)
La iglesia de Santa María de la Encarnación es un templo religioso bajo la advocación de Santa María de la Encarnación de la ciudad de Marbella, en la provincia de Málaga, comunidad autónoma de Andalucía, en España.

## Reseña histórica
Tras la Reconquista de Marbella, el 11 de junio de 1485, por el rey Fernando el Católico, después de una incruenta batalla epistolar, y al igual que en otros lugares reconquistados, se procedió a sacralizar las mezquitas. Para su conversión en iglesias cristianas. En este caso, casi con total seguridad, la mezquita mayor. En orden a la veneración que los Reyes Católicos sentían por el Misterio de la Encarnación de Cristo en la Virgen María, la nueva iglesia fue puesta bajo esa advocación.

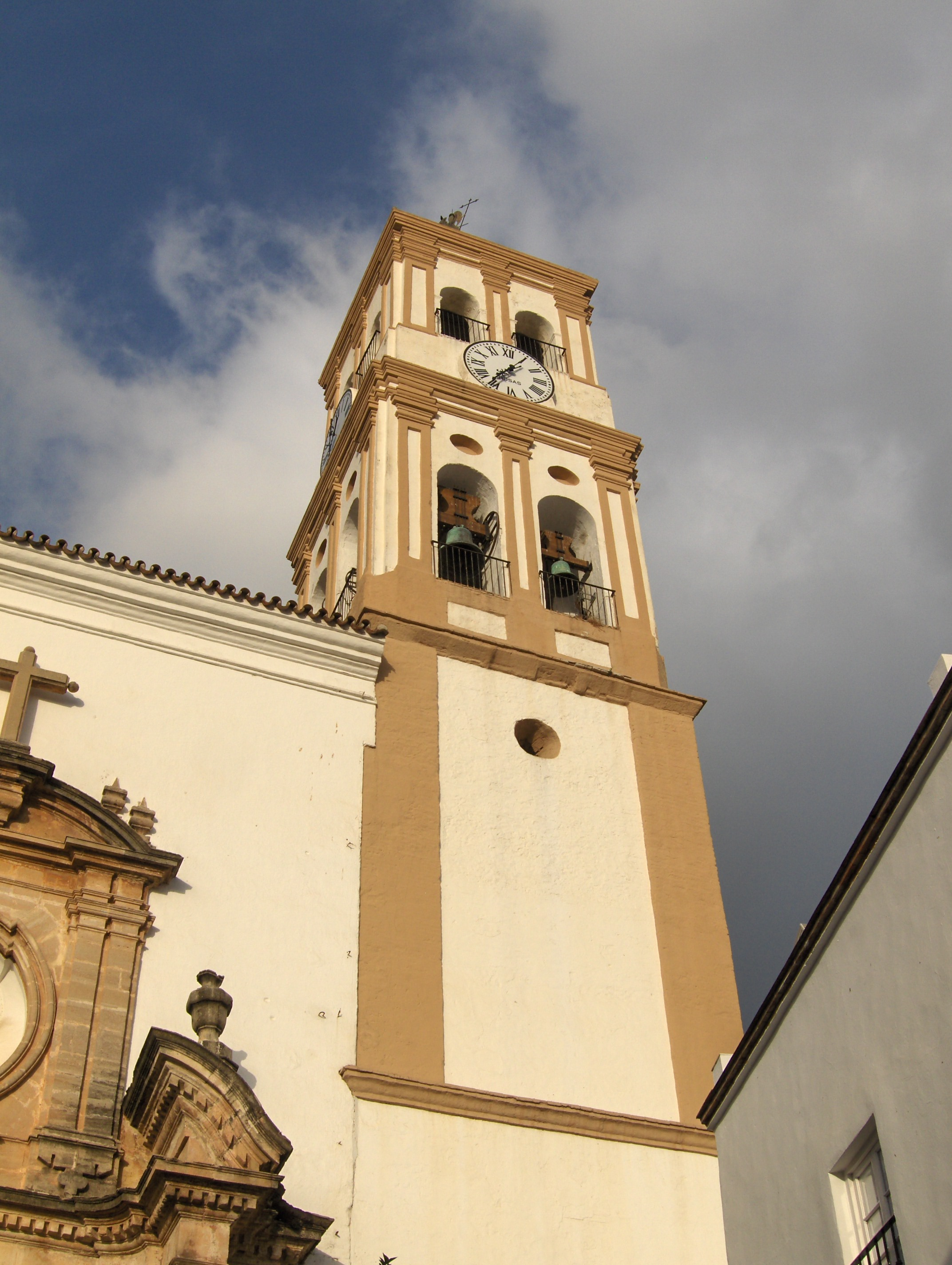
Campanario

En 1505 se erigió canónicamente por el Arzobispo de Sevilla, Diego Deza, y el 5 de enero de 1510 se constituyó en cabecera de vicaría episcopal, conforme a la división realizada por don Diego Ramírez de Haro, obispo de Málaga.
Contaba con un magnífico retablo realizado en 1594 por Juan Repullo, mandado hacer por el obispo don Luis García de Haro, y que costó 25 escudos.
En el año 1618, el obispo don Luis Fernández de Córdoba, probablemente amplió el alminar de la antigua mezquita, o construyó de nueva planta, la torre-campanario, una lápida, con su escudo heráldico, que estaba adosada al mismo, hoy en la fachada que da a la plaza de la Iglesia, así lo recuerda. «CORDUBA QUEM GENUIT MALACAE DAT AETHERE PRAESUL CONSTRUXIT SUPERIS HOC LUDOVICUS OPUS ANNO MDCXVIII» (El obispo Luis a quien Córdoba engendró y a quien da a Málaga, construyó esta obra para las alturas en el año 1618).
Hay noticias de que en 1720 se repara el tejado, y se colocó una nueva solería, pero a pesar de las reformas y arreglos, el mal estado, y la necesidad de contar con más espacio, llevaron a construir un nuevo edificio. Así, entre 1750 y 1755, y bajo el mandato del obispo don Juan de Eulate y Santa Cruz, se iniciaron los trabajos. En 1755 se firma contrato, con el maestro cantero José Gómez, para la labra de la portada principal, atribuyéndose su diseño a Antonio Ramos, para lo que ha de sacar piedra de la misma cantera (Cantera que hoy perdura tan sólo en el nombre de la urbanización construida sobre la misma) de la que se ha sacado para la construcción del resto del edificio. También se menciona en su construcción al cantero Antonio de Santos y los carpinteros Pedro del Castillo y Salvador Gálvez.
En 1762 ya se habían terminado las obras, puesto que el Cabildo libra dineros para la construcción de escaños y en 1763 para los bancos. En 1767 se procedió a la inauguración de la nueva iglesia, con la colocación del Stmo. Sacramento. Pero, a pesar del interés, la calidad de las obras fue muy mediocre, puesto que al poco tiempo se constata la ruina de las bóvedas, la caída de la torre, al menos en su parte alta, y la falta de enlosado.
No constan destrozos durante la Guerra de la Independencia, pero por extensión con otros lugares, lo más probable es que se produjera expolio en las obras de arte que atesoraba. Tras ese conflicto comenzaron los reparos y reconstrucción de la torre, pero noticias posteriores demuestran que tampoco esta vez se tuvo cuidado en la calidad de las obras, y los problemas continuaron. En 1813, el Ayuntamiento financió el primer reloj que se instaló en el campanario, adquirido en Inglaterra. En 1902 se sustituyó la solería de barro, por otra de losas de mármol, y se retiró el coro bajo.

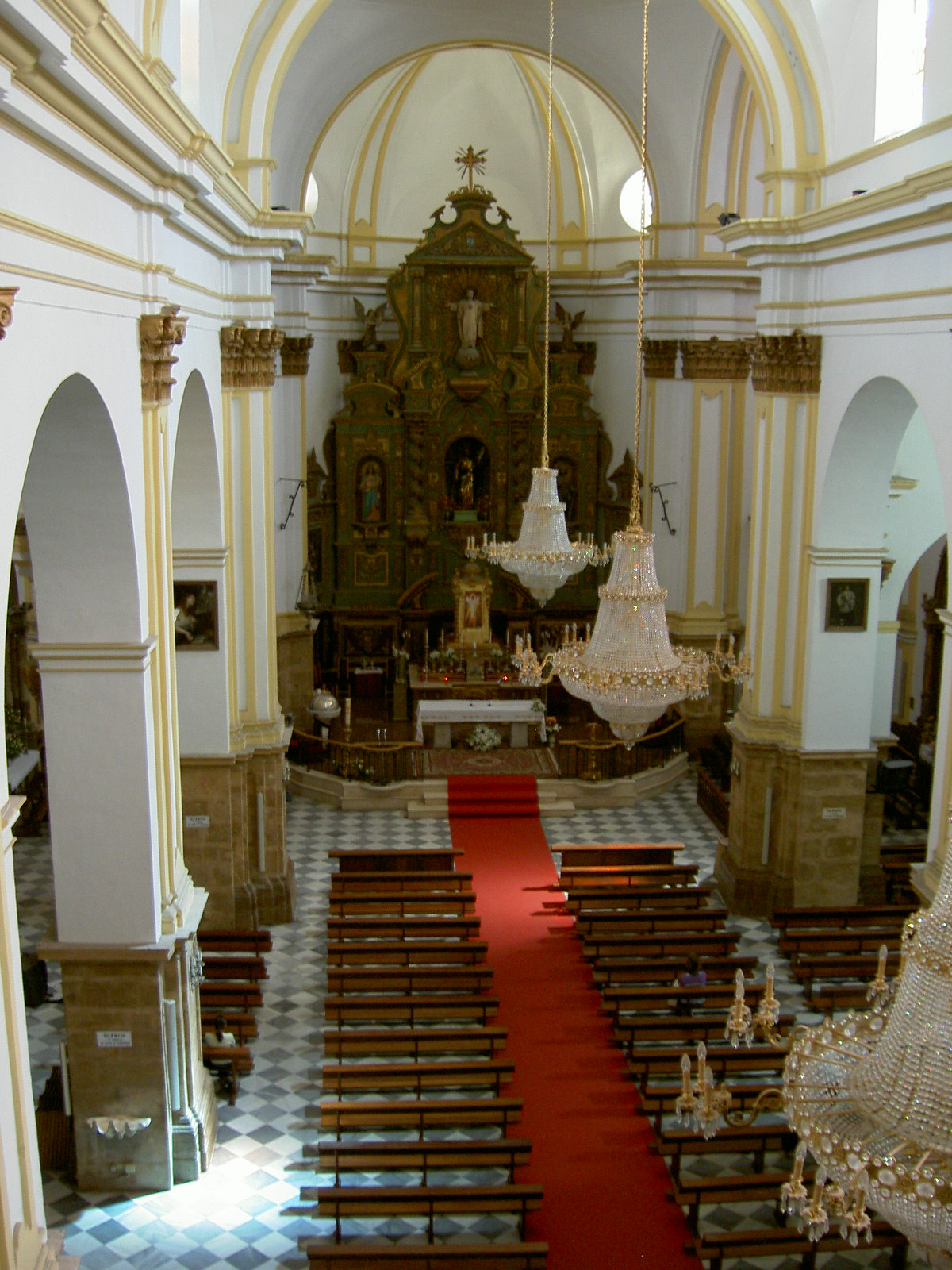
Interior

En 1936, durante los disturbios conocidos como la quema de conventos, se destruyeron el patrimonio artístico y mueble, así como los archivos parroquiales, que además custodiaban los de los conventos de Convento de San Francisco, de la Trinidad y de San Juan de Dios. Todo fue incendiado en el crucero, lo que provocó su derrumbe. Se inicia la reconstrucción en 1937, con aportaciones monetarias y materiales de muchos marbellíes que quisieron participar, y de acuerdo a sus posibilidades económicas. En 1942 el Ayuntamiento ordenó la instalación de un nuevo reloj, de fabricación española, en la torre de la iglesia; también adquirió una imagen, en terracota, de san Bernabé (en la actualidad se encuentra en la capilla de Nagüeles) a semejanza de la desaparecida; en 1972 se iniciaron los trabajos de colocación del gran Órgano del Sol Mayor de 5.000 tobuos (?) de estaño, cobre y madera, construido gracias a la iniciativa de Michael Reckling y Monseñor Rodrigo Bocanegra (entonces párroco del templo), por los maestros organeros Gabriel Blancafort y Juan Capella, y diseño de fachada por Michael Reckling, finalizando el montaje en 1976. En 1975 se colocó una nueva cubierta de azulejos en el chapitel del campanario, y se arregló el angelote que sirve de veleta; en 1980 se sustituyó, de nuevo, la solería; en 1987 se colocaron nuevas armaduras-soporte para las campanas; en 1996 siendo párroco don Francisco Echamendi Aristu, hubo de repararse las cubiertas, encinchando toda la coronación de los muros, que amenazaban, otra vez, ruina; en 1997 se sustituyó el reloj mandado poner por el Ayuntamiento, por uno nuevo de la casa española Rosas.
En estos últimos años, ya con el actual párroco Don José López Solórzano, se ha renovado la pintura, toda la iluminación del templo, la solería del presbiterio, el funcionamiento de algunas campanas de la torre que no se podían usar; se han instalado pantallas en las naves laterales para poder seguir las celebraciones en los días de gran afluencia de fieles, se ha renovado y ampliado la sacristía, se ha limpiado el retablo mayor, se ha instalado un nuevo zócalo por las naves laterales, y se han restaurado las grandes lámparas de plata que alumbran el presbiterio y que sirven para señalar la presencia del Santísimo Sacramento en el sagrario.
El 27 de febrero de 2017 se celebró en el templo el funeral por Pablo Ráez, quien mantuvo una estrecha relación con el entonces párroco, Padre José. En esta misma iglesia Pablo había recibido los sacramentos del bautismo, la Confirmación y la Primera Comunión, además de haber servido como monaguillo.

## Descripción
La iglesia es un edificio de planta basilical, esto es, de tres naves, la central más ancha que las laterales.
En el exterior destacan, la torre de cuatro cuerpos, de unos 50 m de altura, rematada con un chapitel piramidal, y una veleta en forma de angelote, que representa la Fe. Y la puerta principal, labrada en piedra ocre, de estilo rococó.

## Rodajes
El exterior de la iglesia fue utilizado para el rodaje de la serie Warrior Nun, estrenada en Netflix en 2020.